# Papierflieger Verlag
Der Papierflieger Verlag ist ein Buchverlag mit Druckerei in Clausthal-Zellerfeld im Oberharz. Er wurde 1987 als Papierflieger GbR gegründet und firmiert seit 1999 als Papierflieger Verlag GmbH.
Zum Programm gehören bisher über 2000 wissenschaftliche Veröffentlichungen. Daneben werden jährlich etwa 40 Abiturzeitungen gedruckt. Das Verlagsprogramm enthält neben Regionalgeschichte des Harzgebietes und der Montangeschichte Deutschlands auch gedruckte Dissertationen, zum Teil von Studenten der Technischen Universität Clausthal. Seit 2008 wird der Allgemeine Harz-Berg-Kalender veröffentlicht, der seit 1697 besteht. Der Verlag hat um 2008 auch die Rechte und Bestände der insolventen Pieperschen Druckerei und Verlagsanstalt mit langjährigem Sitz in Clausthal-Zellerfeld übernommen. 